# Titan Airways
Titan Airways ist eine britische Charterfluggesellschaft mit Sitz in London und Basis auf dem London Stansted Airport.

## Geschichte
Titan Airways wurde im Januar 1988 gegründet und begann den Flugbetrieb am 1. Februar 1988. Ihren Namen erhielt sie nach der ersten eingesetzten Maschine, einer Cessna 406 Titan. Im Februar 1992 kam es zu einem Management-Buy-out. Eigner der Gesellschaft sind heute Gene Willson (67 %) und die Investmentgesellschaft 3i (33 %).
Zwischen Februar und Mai 2019 führte Titan Airways den Werksflugverkehr von Airbus zwischen den Produktionsstandorten Hamburg-Finkenwerder und Toulouse-Blagnac durch, den sie nach dem Insolvenz-Antrag von Germania übernommen hatte.

## Flugziele
Titan Airways bietet selbst keine Linienflüge an, sondern ist hauptsächlich im Bedarfsflugverkehr, wie Ad-hoc-Passagier- und Frachtcharterflüge, kurzzeitige Wetlease-Flüge für andere Fluggesellschaften (wie beispielsweise Germanwings, British Airways und easyJet) sowie V.I.P.-Charter tätig.
Daneben hat Titan Airways im Auftrag der deutschen Behörden Abschiebeflüge nach Afghanistan durchgeführt.

## Flotte

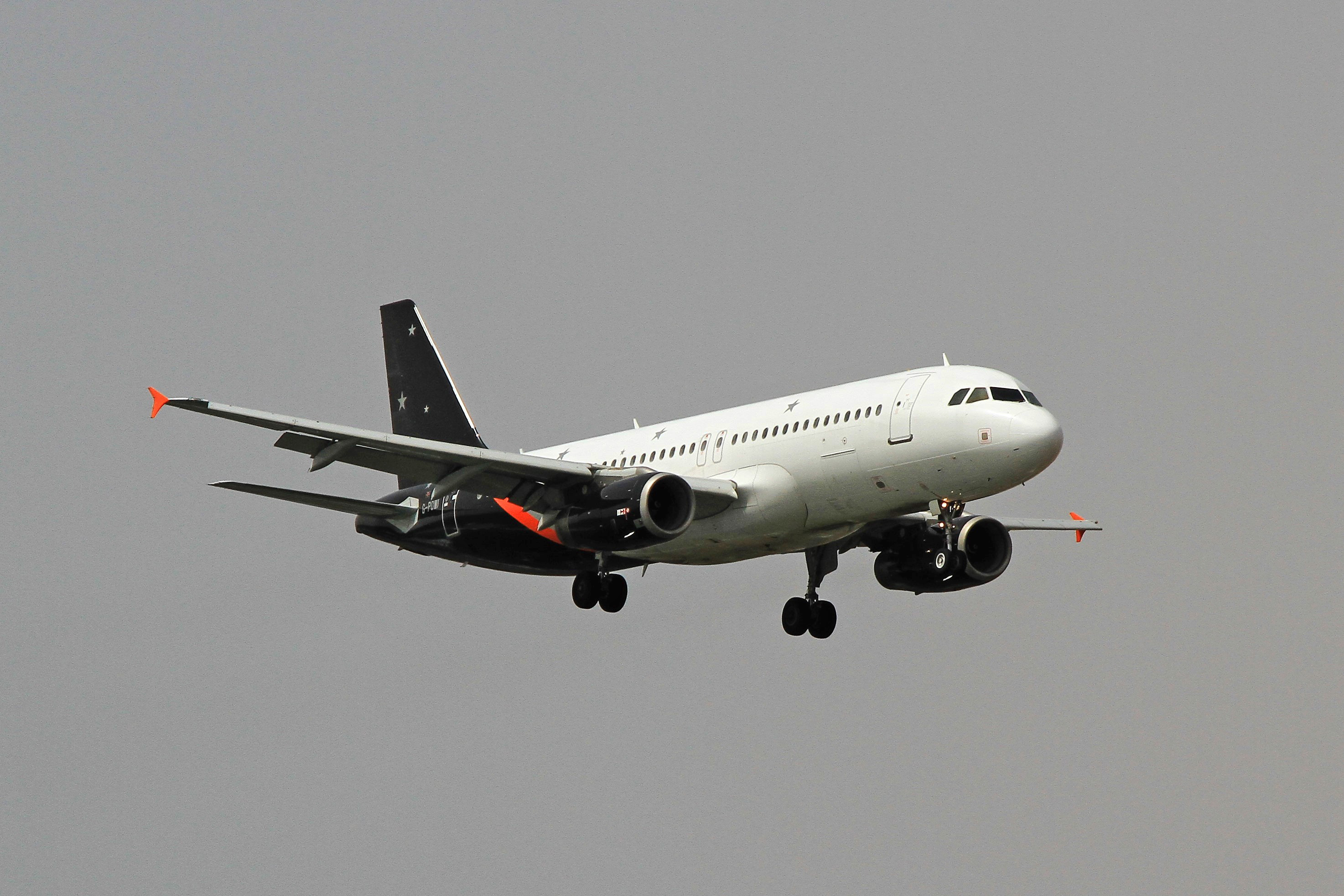
Airbus A320-200 der Titan Airways

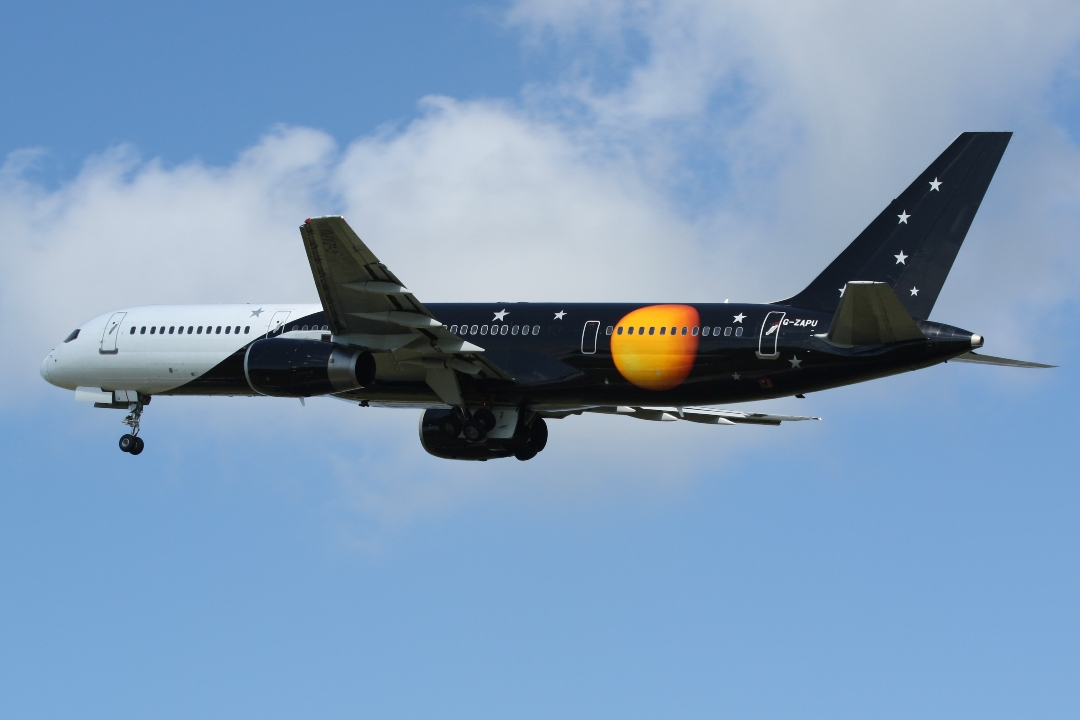
Boeing 757-200 der Titan Airways

### Aktuelle Flotte
Mit Stand April 2025 besteht die Flotte der Titan Airways aus neun Flugzeugen mit einem Durchschnittsalter von 11,9 Jahren:
| Flugzeugtyp        | aktiv | bestellt | Anmerkungen                                 | Sitzplätze (Business/Economy)    | Durchschnittsalter |
| ------------------ | ----- | -------- | ------------------------------------------- | -------------------------------- | ------------------ |
| Airbus A320-200    | 2     |          |                                             | 180 (-/180)                      | 16,8 Jahre         |
| Airbus A321-200    | 2     |          | betrieben für Jet2                          | 218 (-/218) 220 (-/220)          | 16,3 Jahre         |
| Airbus A321LR      | 3     |          | einer betrieben für die britische Regierung | 80 (44/36) 64 (52/12) 60 (48/12) | 04,4 Jahre         |
| Airbus A330-300P2F | 1     |          | betrieben für GEODIS Air Network            | -                                | 19,3 Jahre         |
| Embraer Phenom 300 | 1     |          |                                             | 9 (9/-)                          | 07,3 Jahre         |
| Gesamt             | 9     | -        |                                             |                                  | 11,9 Jahre         |

### Ehemalige Sonderbemalungen
| Flugzeugtyp     | Luftfahrzeugkennzeichen | Bemalung                     | Zeitraum                 | Bild |
| --------------- | ----------------------- | ---------------------------- | ------------------------ | --- |
| Airbus A320-200 | G-POWM                  | „FIFA World Cup Trophy Tour“ | August bis Dezember 2022 | Bild gesucht Die Wikipedia wünscht sich an dieser Stelle ein Bild. Weitere Infos zum Motiv findest du vielleicht auf der Diskussionsseite . Falls du dabei helfen möchtest, erklärt die Anleitung , wie das geht. |

### Ehemalige Flugzeugtypen

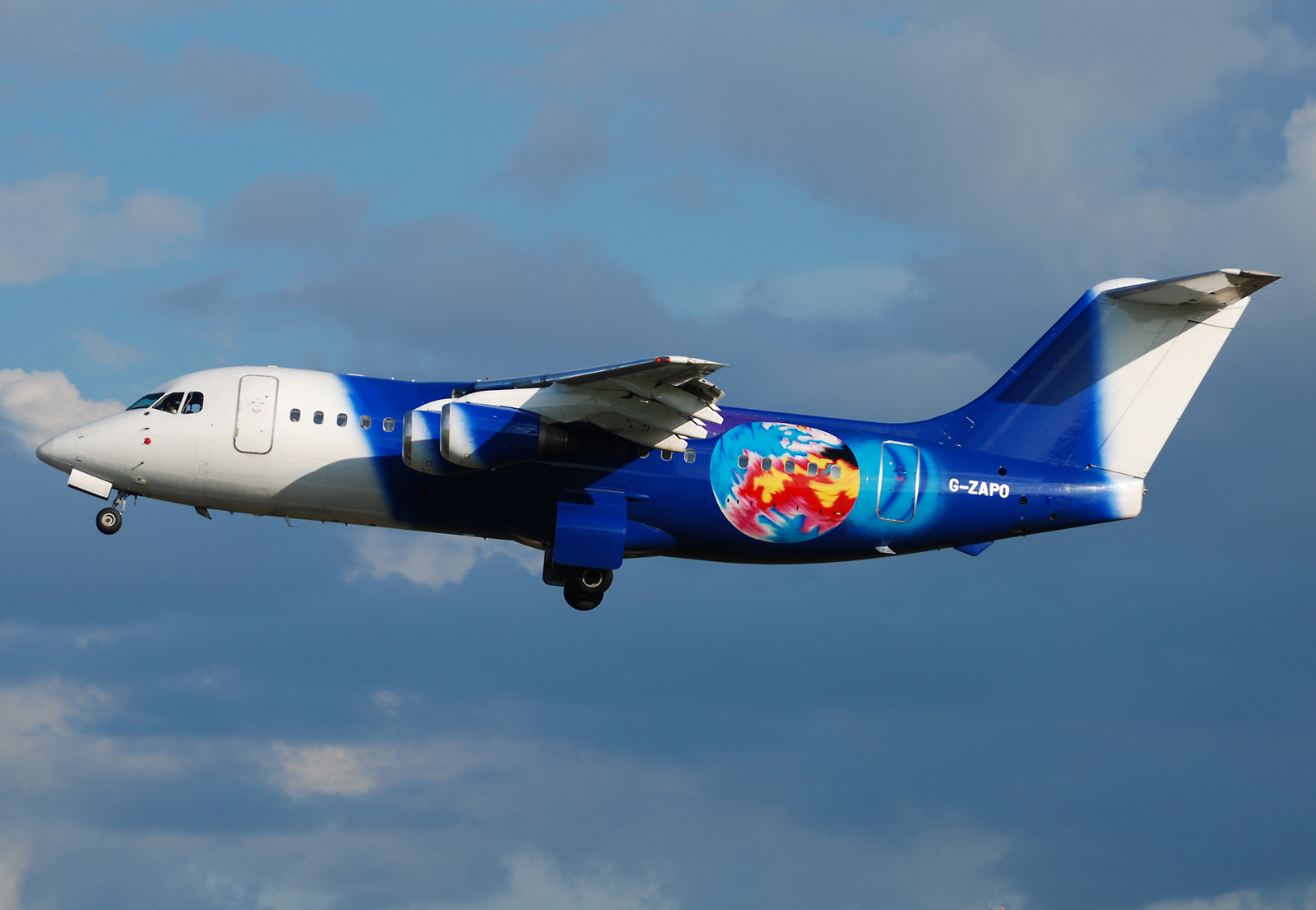
BAe 146-200QC der Titan Airways

In der Vergangenheit setzte Titan Airways unter anderem folgende Flugzeugtypen ein:
- Airbus A318-100
- ATR 42-300
- Boeing 737-300
- Boeing 737-400SF
- Boeing 757-200
- Boeing 767-300ER
- British Aerospace 146-200/-300
- Cessna 404 Titan
- Cessna 525 CitationJet

## Titan Airways Malta
Titan Airways Malta ist eine Charter- und ACMI-Leasinggesellschaft mit Sitz in Luqa, Malta und Basis auf dem Flughafen Malta. Das Unternehmen wurde im Jahre 2021 gegründet und führt hauptsächlich Frachtflüge durch. Der Flugbetrieb startete am 23. August 2021.

### Flotte
Mit Stand April 2025 besteht die Flotte der Air Atlanta Europe aus drei Flugzeugen mit einem Durchschnittsalter von 23,8 Jahren:
| Flugzeugtyp    | Anzahl | bestellt | Anmerkungen | Durchschnittsalter |
| -------------- | ------ | -------- | ----------- | ------------------ |
| Airbus A321P2F | 3      |          |             | 23,8 Jahre         |
| Gesamt         | 3      | -        |             | 23,8 Jahre         |